# Jorge Peñaloza
Jorge Peñaloza Huerta (21 de febrero de 1922-31 de enero de 1987) fue un futbolista chileno que se desempeñaba como delantero. Fue campeón con Colo-Colo en 1944 y 1947. Además, participó de la selección chilena en los Campeonatos Sudamericanos de 1946 y 1947.

## Trayectoria
Inició su carrera en los clubes de barrio Inés de Suárez y Carlos Navarrete de Recoleta. En este último fue campeón de un torneo de equipos de barrio, en el cual también fue su capitán. De ahí pasó a las inferiores de Colo-Colo.
Debutó como profesional en 1943 como insider izquierdo, luego de la partida de Norton Contreras a Banfield. Cuando volvió Contreras al año siguiente al club y a su puesto titular, el técnico Luis Tirado lo cambió de posición para jugar como insider derecho.
Se coronó con Colo-Colo en los campeonatos nacionales de 1944 y 1947. En 1950 pasó a defender los colores de Universidad de Chile, en 1952 los de Green Cross y en 1954 los de O'Higgins Braden.

## Selección nacional
Para el Campeonato Sudamericano 1946 de Buenos Aires, Peñaloza fue como reserva de Erasmo Vera, y pudo actuar medio tiempo contra Brasil y diez minutos contra Argentina.

### Participaciones en Campeonatos Sudamericanos
| Sudamericano                 | Sede      | Resultado     | PJ | G |
| ---------------------------- | --------- | ------------- | -- | - |
| Campeonato Sudamericano 1946 | Argentina | Quinto puesto | 2  | 0 |
| Campeonato Sudamericano 1947 | Ecuador   | Cuarto puesto | 6  | 1 |

## Clubes
| Club                 | País  | Año       |
| -------------------- | ----- | --------- |
| Colo-Colo            | Chile | 1943-1949 |
| Universidad de Chile | Chile | 1950-1951 |
| Green Cross          | Chile | 1952      |
| O'Higgins Braden     | Chile | 1954      |

## Palmarés

### Campeonatos nacionales
| Título                  | Club             | País  | Año  |
| ----------------------- | ---------------- | ----- | ---- |
| Primera División        | Colo-Colo        | Chile | 1944 |
| Campeonato de Campeones | Colo-Colo        | Chile | 1945 |
| Primera División        | Colo-Colo        | Chile | 1947 |
| Segunda División        | O'Higgins Braden | Chile | 1954 |